# Dehesa de Castilseras
La dehesa de Castilseras es un espacio natural español, ubicado en el oeste de la provincia de Ciudad Real.

## Descripción
La finca ocuparía una superficie de 9000 hectáreas. Ocupa terreno de los municipios ciudadrrealeños de Almadén, Almadenejos y Alamillo. Pertenece al Estado español, tras haber sido incorporada a la Corona en el último tercio del siglo XVIII, y es administrada por la empresa pública Mayasa. Entre la fauna de la dehesa se encuentran poblaciones de gamo, ciervo, corzo y jabalí.
Ha venido rigiéndose hasta el presente por un Reglamento aprobado por Real Orden de 30 de mayo de 1913. La Ley 38/1981 de 9 de octubre, que dispone la transformación del Organismo autónomo Consejo de Administración de Minas de Almadén y Arrayanes, en Sociedad estatal, señala como uno de sus fines del objeto social de la misma la puesta en explotación agrícola, ganadera y forestal de la dehesa de Castilseras, dentro del plan de reconversión económica y social de la comarca de Almadén, a cuyo efecto, la disposición transitoria de dicha Ley dispone que, por el Ministerio de Hacienda se adapte el Reglamento vigente a la consecución del indicado propósito legal.

«En cumplimiento de este precepto, tengo a disponer la publicación del siguiente Reglamento, por el que ha de regirse en el futuro la explotación de la dehesa de Castilseras.

1. La dehesa de Castilseras, de abolengo histórico en el dominio del Estado, pertenece a éste en propiedad desde el 11 de agosto de 1778, por Breve pontificio que la donó a Tesoro Real, constituyendo en la actualidad un bien patrimonial dependiente del Ministerio de Hacienda a través de la Dirección General del Patrimonio del Estado
2. La extensión de la dehesa de Castilseras es de nueve mil hectáreas aproximadamente Está situada en la provincia de Ciudad Real y en sus términos municipales de Almadén, Almadenejos y Alamillo, formando un coto redondo, si bien con algunas fincas enclavadas.
3. La Ley 38/1981, de 19 de octubre, en su disposición transitoria estableció que el Reglamento de la dehesa de Castilseras aprobado por Real Orden de 30 de mayo de 1913, que reguló los aprovechamientos de dicha dehesa tu ese adaptado a la nueva situación creada por la citada Ley. Por lo que en cumplimiento de este mandato legal se concede a la publicación del presente Reglamento.
4. Corresponderá a Minas de Almadén y Arrayanes, Sociedad Anónima, la puesta en explotación agrícola, ganadera y forestal de la finca patrimonial denominada dehesa de Castilseras, por constituir esta actividad uno de los aspectos de su objeto social que le atribuye la Ley 38/1981
5. La administración de la dehesa de Castilseras se organizará como un centro de trabajo singular dentro de la Sociedad a los efectos laborales y económicos conforme a las instrucciones que se dicten. Los trabajadores de este centro se regirán por la normativa laboral agraria vigente en la provincia de Ciudad Real
6. La dirección facultativa de dehesa de Castilseras a cargo de un Técnico titulado, tendrá a su cargo la administración y explotación de la misma con arreglo a los planes de aprovechamiento e inversiones debidamente aprobados y a las instrucciones de ejecución que reciba.
Dependerá directamente del representante de la Sociedad en Almadén
Tendrá a su cargo el personal técnico, de guardería y laboral de acuerdo con las funciones a desarrollar y a la plantilla establecida
7. La Sociedad Minas de Almadén y Arrayanes, realizará la explotación y administración de la dehesa de Castilseras en sus aspectos agrícola, ganadero y forestal sin vulnerar los derechos individuales adquiridos por los actuales beneficiarios, derechos que, en cualquier caso, serán rescatables mediante pacto y que tendrán el carácter genérico de derechos a extinguir, sin que puedan devengarse nuevos derechos por personal alguno a partir del 17 de noviembre de 1981.
8. Los proyectos de explotación agrícola de la dehesa de Castilseras que se encomiendan a la <Sociedad Minas de Almadén y Arrayanes>, son incompatibles con los aprovechamientos que por el sistema de suertes vienen realizando los mineros, jubilados y causa habientes por lo cual a fin de lograr una explotación racional, se gestionará la redención de las suertes. respetando no obstante los derechos de quienes no acepten de momento el pacto que la Sociedad oferte,
9. La explotación ganadera y forestal de la dehesa de Castilseras se realizará conforme al proyecto incluido en el plan de reconversión económica de la comarca de Almadén.
La superficie destinada al aprovechamiento ganadero será la resultante de excluir del total de la dehesa: 1) Las áreas de los aprovechamientos forestales, en tanto sean incompatibles.
2) La zona reservada para el cultivo de las suertes y 3) La zona que se explote agrícola mente por la Sociedad.
El aprovechamiento de los pastos de invernadero y agostadero, tanto en los quintos vacantes como en los terrenos de entrepanes, así como la rastrojera en los sometidos a cultivos, se integrará dentro del plan de explotación ganadera de la dehesa y según las instrucciones que dicte el Director facultativo.
10. La explotación será de ganado ovino y se llevará a cabo por unidades autónomas, debidamente cercadas, para la producción de merina gigante, con capacidad cada unidad para albergar mil vientres.
La alimentación de cada unidad se apoyará, fundamentalmente, sobre la producción de la superficie asignada a la misma, completada con la procedente de la zona de regadío que más adelante se señalará.
Cada unidad dispondrá de vivienda para el pastor y familia, aprisco, henil y paridera.
11. Se construirán asimismo, las instalaciones de cebado necesarias para el engorde de la producción de ganado prevista en la dehesa, desde su destete hasta el momento de su despacho para el sacrificio.
12. Teniendo en cuenta que el propósito de explotación agropecuaria de la dehesa es la de favorecer también la promoción ganadera de la comarca, Minas de Almadén y Arrayanes, S A., podrá vender a los ganaderos de la misma, piensos compuestos fabricados en sus instalaciones y ganado obtenido en la explotación de la dehesa; asimismo, podrá concertar con dichos ganaderos la prestación de servicios sanitarios asistencia técnica y red de comercialización.
13. Con el fin de completar las necesidades de alimentación de la cabaña a establecer en la dehesa, prevista en el plan de reconversión podrán efectuarse las obras necesarias para la puesta en regadío de unas 600 hectáreas, según lo exija las necesidades de la explotación ganadera.
14. La conservación y repoblación forestal de la dehesa se ajustará a un plan técnicamente elaborado que alcanza a unas 2.000 hectáreas de suelo especialmente apto para la repoblación forestal.
15. Anualmente se determinará la zona a repoblar procediéndose a su señalización o cercado y adoptándose las medidas que garanticen la debida protección de la zona res poblada, Lo mismo se efectuará para la reposición de mar ras y calveros.
16. Para el recreo de todos los trabajadores de Minas de Almadén y Arrayanes, S. A., y de sus jubilados se mantendrá a su favor el beneficio y disfrute del coto privado de caza establecido sobre la dehesa de Castilseras.
Las normas que regirán para el ejercicio de la caza garantizarán la conservación y fomento de la misma y que no se perjudiquen las explotaciones previstas en la finca serán las que establezca cada año la Comisión de Caza nombrada por el Comité de Empresa y la asamblea general de beneficiarios, una vez aprobadas por el Consejo previo informe del Director facultativo de la dehesa de Castilseras.
17. Se creará un parque recreativo con instalaciones deportivas y culturales con una superficie mínima de 70 hectáreas.

Los trabajadores de MAYASA, y sus jubilados, así como esposas e hijos solteros que estén bajo su tutela, tendrán libre acceso a las instalaciones de aquél.»
Ley 38/1981 de 9 de octubre